# جويد الغصين
جويد الغصين (18 يوليو 1930 - 1 يوليو 2008)، تربوي ومحسن فلسطيني.

## السنوات المبكرة
ولد في غزة عام 1930، لعائلة من أبرز العائلات الفلسطينية النبيلة. لاجئ في عام 1948 ذهب إلى القاهرة مصر مع عائلته حيث التحق بالجامعة الأمريكية بالقاهرة (AUC). تخرج في الاقتصاد وانتخب رئيسا لاتحاد الطلاب. وهم معاصرون لياسر عرفات، وقدموا عريضة موقعة بدمائهم إلى الرئيس الأول لمصر محمد نجيب يطالبون فيها بحقوق الطلاب الفلسطينيين.

### تعليم
- مدرسة الفرندز (رام الله)
- الجامعة الأمريكية بالقاهرة

## عمل
بدأ الغصين مسيرته المهنية في الخدمة المدنية الكويتية في الخمسينيات من القرن الماضي قبل أن يبدأ مسيرته المهنية التي بدأت عندما كان يمثل بارسونز. وفي أوائل الستينيات تمت دعوته إلى دولة أبوظبي المتصالحة من قبل الحاكم الراحل الشيخ زايد آل نهيان للبحث عن المياه. وواصل الغصين تأسيس إحدى مجموعات البناء والهندسة الرائدة في منطقة الخليج، وهي مجموعة قرطبة للإنشاءات.
قاد الشركة لمدة ثلاثة عقود كرئيس. كانت قرطبة من أوائل الرواد في أبو ظبي، حيث كانت مسؤولة عن أول خط أنابيب للمياه من واحة العين إلى أبو ظبي، ثم بعد أربعة عشر عامًا خط أنابيب آخر من أبو ظبي إلى العين. واصلت مجموعة قرطبة والشركات التابعة لها إنشاء مشاريع سكنية وأول مدرسة إنجليزية والطرق وخطوط أنابيب المياه والصرف الصحي والمستشفيات والقواعد العسكرية. واصلت قرطبة بناء بعض أهم المعالم في البلاد بما في ذلك مركز الشيخ زايد الثقافي الشهير. سعى رواد مجال حفر الأنفاق الصغيرة الغصين إلى جلب تقنيات متقدمة ومبتكرة إلى الدولة النامية الغنية بالنفط.

## الرؤية والمساهمة
كانت مجموعة قرطبة سابقة لعصرها وفريدة من نوعها من حيث أنها قدمت برامج تدريبية للمهندسين الفلسطينيين بالإضافة إلى برامج التدريب والتوظيف. أنشأ الغصين برامج تمويلية محددة لتعليم اللاجئين الفلسطينيين، وتمكينهم من مواصلة تعليمهم العالي، وأصبح بعضهم قادة في المجال المصرفي والهندسة والطب والأوساط الأكاديمية.

## مؤسسة القرن القادم
في أوائل الثمانينيات، أسس الغصين مع الراحل كلود موريس منظمة بريطانية غير حكومية، مؤسسة القرن القادم للعمل من أجل السلام والتفاهم بين الفلسطينيين والإسرائيليين. لقد انتقلت المؤسسة من قوة إلى قوة لتوسيع خبرتها لتشمل الصراعات في الشرق الأوسط وأفريقيا.

## رئيس الصندوق القومي الفلسطيني
بعد أن جمع ثروته في مجال البناء، انتخب الغصين في عام 1984 في عمان، الأردن من قبل المجلس الوطني الفلسطيني رئيسًا للصندوق الوطني الفلسطيني. وفي الوقت نفسه، انتخب أيضًا كمستقل لعضوية اللجنة التنفيذية لمنظمة التحرير الفلسطينية. بدأ على الفور برنامجًا واسعًا للإصلاح، حيث أدخل أساليب مسؤولة لجمع الأموال وصرفها، بما في ذلك التوقف عن وضع الاستثمارات في أسماء الأفراد. صاحب رؤية يشار إليه في الصحافة العربية باسم نيلسون مانديلا الشرق الأوسط، أحدثت إصلاحاته انقسامًا مع عرفات الذي أراد الحفاظ على سيطرته على الأموال التي جمعت. كان لصديق مقرب من عرفات الغصين دور فعال في تضميد جراح العاهل الأردني الراحل الملك الحسين بعد أيلول الأسود في السبعينيات عندما حاول عرفات السيطرة على عمان بالأردن.
كما كان الغصين شخصية رئيسية في حل الخلافات بين الفصائل الفلسطينية المتحاربة، ولا سيما نزاع عرفات مع جورج حبش، زعيم ومؤسس الجبهة الشعبية لتحرير فلسطين ؛ مقرها في سوريا. ولعب دوراً هادئاً في خلفية حل العديد من الخلافات بين الفلسطينيين والدول العربية.
اختلف الغصين مع عرفات بشأن احتلال العراق للكويت وكان العضو الوحيد في مجلس الوزراء في منظمة التحرير الفلسطينية الذي أدان غزو واحتلال الكويت. وقد رفض عرفات استقالته. تمت دعوته إلى البيت الأبيض لحضور توقيع اتفاقيات أوسلو.
وفي تقديم استقالته بعد فشل عرفات في تنفيذ الهياكل والأسس الخاضعة للمساءلة في الدولة الفلسطينية الناشئة، دعا إلى "سيادة القانون" و"المساءلة" و"الشفافية".
لقد اختطفه عرفات مرتين؛ الأولى من أبو ظبي بعد أن تقدم محمود عباس (أبو مازن) بطلب إلى الشيخ سيف وزير الداخلية؛ والثاني من مستشفى الهلال الأحمر بالقاهرة من قبل الأمن المصري تحت قيادة نائب الرئيس المصري؛ عمر سليمان. واحتُجز في غزة لمدة 16 شهرًا. قامت لجنة حقوق الإنسان التابعة للأمم المتحدة بالتحقيق فيها ووضع فريقها العامل المعني بالاحتجاز التعسفي قضيته في أعلى فئة مخصصة لأشد حالات الحرمان من الحرية خطورة. وقررت الأمم المتحدة رسميًا أن الغصين "محتجز دون أي مبرر قانوني" وحثت السلطة الفلسطينية على معالجة الوضع فورًا. وكان عرفات قد أكد في السابق أنه يريد سداد القرض المزعوم. ومع ذلك، وعلى الرغم من حملة التشهير، فقد برأت كل من المحكمة العليا في الإمارات العربية المتحدة واللجنة الفلسطينية لحقوق المواطنين الغصين، ووجدتا أن الادعاءات لا أساس لها من الصحة.

## الجوائز
- الإنجاز والمساهمة المتميزة لخريجي الجامعة الأمريكية في حرية مدينة ناشفيل بالولايات المتحدة الأمريكية.

## روابط خارجية
- جواد الغصين
- نعى: جويد الغصين
- جويد الغصين | مؤسسة القرن القادم
- الحقوق المدنية والسياسية، بما في ذلك مسائل: التعذيب والاحتجاز
- جويد الغصين ضد السلطة الفلسطينية، الفريق العامل المعني بالاحتجاز التعسفي،
- مناظرات الغرفة الرئيسية لمجلس اللوردات في 10 نوفمبر 2009
- توثيق الظلم